# Piotr Muchowski
Piotr Robert Muchowski (ur. 19 grudnia 1963 w Końskich)  – polski orientalista, profesor nauk humanistycznych, nauczyciel akademicki Uniwersytetu im. Adama Mickiewicza w Poznaniu (UAM), specjalista w zakresie językoznawstwa orientalnego, hebraistyki, judaistyki, karaimoznawstwa i arameistyki.

## Życiorys
Absolwent Instytutu Orientalistycznego Uniwersytetu Warszawskiego. W 1993 uzyskał na Wydziale Filologii UAM stopień naukowy doktora na podstawie rozprawy pt. Zwój miedziany (3Q15). Implikacje spornych kwestii lingwistycznych. Promotorem doktoratu Piotra Muchowskiego był prof. Alfred F. Majewicz. Stopień naukowy doktora habilitowanego nauk humanistycznych otrzymał w 2001 na Wydziale Neofilologii UW na podstawie dorobku naukowego oraz rozprawy pt. Hebrajski qumrański jako język mówiony. W 2016 uzyskał tytuł naukowy profesora nauk humanistycznych.
Były kierownik Katedry Studiów Azjatyckich Wydziału Neofilologii UAM. Wykładał także w Wyższej Szkole Filologii Hebrajskiej w Toruniu, Wyższym Baptystycznym Seminarium Teologicznym w Warszawie i Ewangelikalnej Wyższej Szkole Teologicznej we Wrocławiu.
Jest redaktorem naczelnym rocznika naukowego Karaite Archives.

## Publikacje
- Folk literature of the Polish-Lithuanian Karaites. Abkowicz 3 manuscript, part 2, Paris: Editions Suger Press, 2013.
- Hebrajski qumrański jako język mówiony, Poznań : Wydaw. Naukowe UAM, 2001.
- Komentarze do rękopisów znad Morza Martwego, Poznań: Wydawnictwo Naukowe UAM, 2005.
- Zwój miedziany (3Q15) (Copper scroll 3Q15 : implikacje spornych kwestii lingwistycznych), Poznań: Uniwersytet Poznański, 1993[5].

## Członkostwo w korporacjach naukowych i kolegiach redakcyjnych
Jest członkiem Komitetu Nauk Humanistycznych Polskiej Akademii Nauk i kolegium redakcyjnego czasopisma Scripta Biblica et Orientalia.